# Jennifer Gutiérrez
Jennifer Maria Gutiérrez Bermejo (n. 20 februarie 1995, în Horgen) este o handbalistă din Spania care evoluează pe postul de extremă stânga pentru clubul slovenă Krim Ljubljana și echipa națională a Spaniei. Anterior Gutiérrez a evoluat pentru echipele românești CS Rapid București și CSM București.
Gutiérrez a evoluat pentru naționala de handbal feminin a Spaniei la Jocurile Olimpice de la Tokyo 2020, Campionatele Mondiale din Germania 2017, Japonia 2019, Spania 2021 și la Campionatele Europene din Franța 2018, Danemarca 2020 și Slovenia, Macedonia și Muntenegru 2022 Jennifer Gutiérrez este medaliată cu argint la Campionatul Mondial de Handbal Feminin din 2019.
Gutiérrez a fost cea mai bună marcatoare a Campionatului Spaniol de Handbal Feminin în sezonul 2019-2020, cu 131 de goluri.
Jennifer Gutiérrez a fost și componentă a echipei naționale de handbal pe plajă a Spaniei, cu care a câștigat medalia de aur la Campionatul Mondial din 2016. De asemenea, împreună cu echipa Rincón Fertilidad Balonmano Playa a câștigat Cupa Campionilor la handbal pe plajă ediția 2016.

## Palmares
- Campionatul Mondial:
  -  Medalie de argint: 2019

- Jocurile Mediteraneene
  -  Câștigătoare: 2018

- Liga Campionilor:
  - Sfertfinalistă: 2023, 2024
  - Optimi de finală: 2021
  - Playoff: 2022
  - Calificări: 2018

- Cupa EHF:
  - Optimi de finală: 2014
  - Turul 2: 2018

- Campionatul Spaniei:
  -  Medalie de argint: 2018, 2020

- Cupa Reginei:
  -  Finalistă: 2020

- Supercupa Spaniei:
  -  Finalistă: 2018

- Campionatul Germaniei:
  -  Câștigătoare: 2021
  -  Medalie de argint: 2022

- Cupa Germaniei:
  - Sfertfinalistă: 2022
  - Optimi de finală: 2021

- Supercupa Germaniei:
  -  Finalistă: 2021

- Liga Națională:
  -  Medalie de aur: 2024
  -  Medalie de argint: 2023

- Cupa României:
  -  Câștigătoare: 2024

- Supercupa României:
  -  Câștigătoare: 2024
  -  Finalistă: 2022

- Campionatul Mondial de handbal pe plajă:
  -  Câștigătoare: 2016

- Cupa Campionilor la handbal pe plajă:
  -  Câștigătoare: 2016

## Performanțe individuale
- Cea mai bună jucătoare din Campionatul Spaniei (MVP), distincție acordată de Federația Regală Spaniolă de Handbal: 2020[24]